# Jerry Solomon
Gerald Brooks Hunt Solomon, detto Jerry (Okeechobee, 14 agosto 1930 – Queensbury, 26 ottobre 2001), è stato un politico statunitense, membro della Camera dei Rappresentanti per lo stato di New York dal 1979 al 1999.

## Biografia
Nato in Florida, Solomon crebbe nello stato di New York e, dopo gli studi alla St. Lawrence University e il servizio militare, trovò occupazione nell'azienda del patrigno, dal quale aveva assunto il cognome.
Inizialmente attivo in politica con il Partito Democratico, nel 1968 divenne un repubblicano e nel 1972 fu eletto all'interno della legislatura statale di New York, dove restò per sei anni.
Nel 1978 si candidò alla Camera dei Rappresentanti e riuscì a farsi eleggere deputato, per poi essere riconfermato negli anni successivi per altri nove mandati, cambiando tre volte distretto congressuale. Nel 1998 annunciò la propria intenzione di non concorrere per un altro mandato e lasciò il Congresso dopo vent'anni di permanenza. Fu il fautore del controverso "emendamento Solomon", che negava l'accesso ai finanziamenti federali per le facoltà universitarie che ostacolavano i reclutatori militari.
Morì nell'ottobre del 2001, all'età di settantuno anni, per una insufficienza cardiaca congestizia.